# Bradypodidium venezuelense
Bradypodidium venezuelense är en skalbaggsart som beskrevs av Ferreira och Maria Helena M. Galileo 1993. Bradypodidium venezuelense ingår i släktet Bradypodidium och familjen bladhorningar. Inga underarter finns listade.